# Atac armat la o instituție educațională
Un atac armat la o instituție educațională este un tip de atac armat ce are loc la o școală primară, o școală secundară, un liceu sau o universitate, care implică folosirea unei arme de foc. Multe atacuri armate în școli sunt, de asemenea, clasificate ca împușcături în masă din cauza victimelor multiple. Fenomenul este cel mai răspândit în Statele Unite, care are cel mai mare număr de atacuri armate în școli, deși atacurile armate în școli au loc și în alte părți 

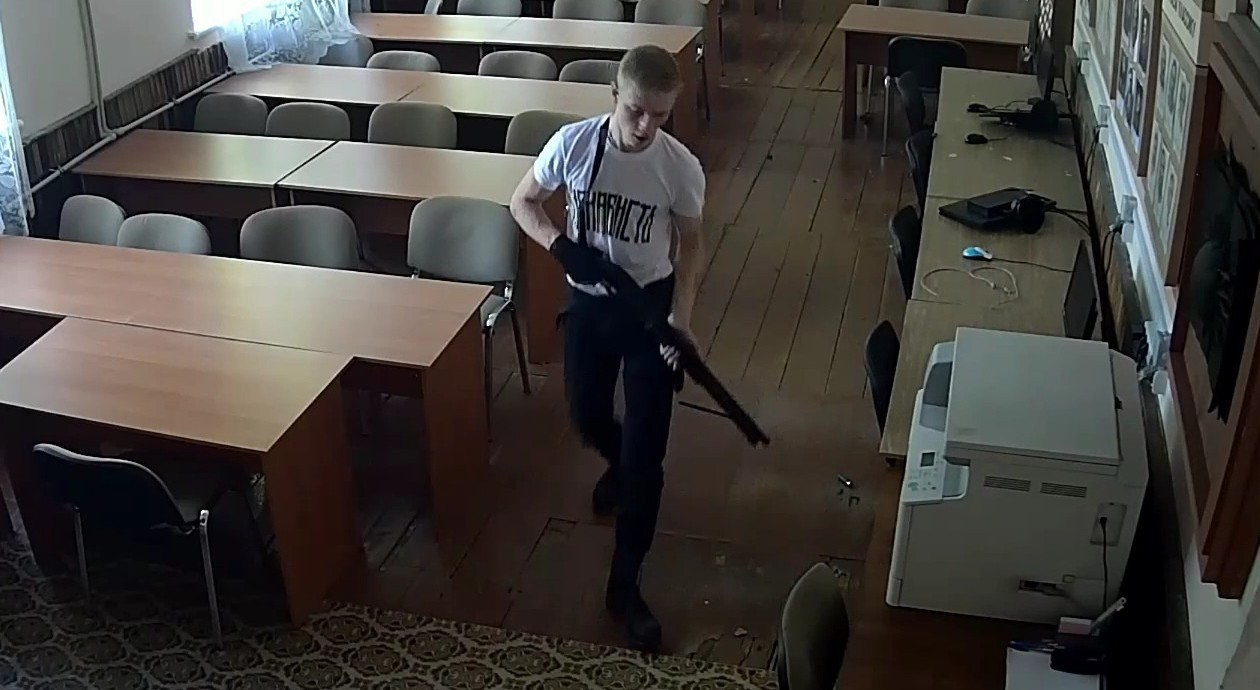
Vladislav Roslyakov, autorul atacului armat de la Colegiul Politehnic din Kerci surprins pe camerele de supraveghere

Potrivit studiilor, factorii din spatele atacurilor armate în școli includ accesul ușor la arme de foc, disfuncția familiei, lipsa supravegherii familiei și bolile mintale, printre multe alte probleme psihologice.Printre cele mai importante motive ale atacatorilor au fost: hărțuirea/persecuția/amenințarea (75%) și răzbunarea (61%), în timp ce 54% au raportat că au numeroase motive. Motivele rămase au inclus încercarea de a rezolva o problemă (34%), sinuciderea sau depresia (27%) și căutarea atenției sau recunoașterii (24%).
În special în Statele Unite, atacurile armate în școli au declanșat o dezbatere politică asupra violenței cu armele, politicilor de toleranță zero, drepturilor asupra armelor și controlului armelor.

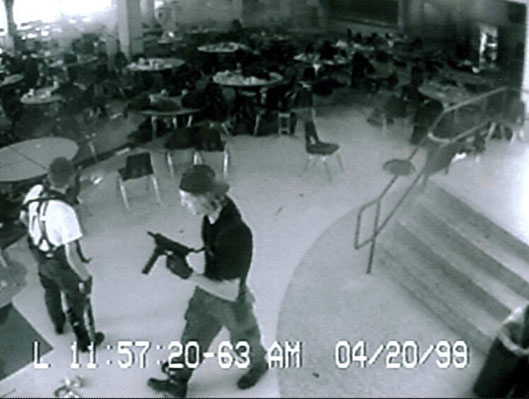
Poză luată cu camera de supraveghere, în care sunt văzuți Eric Harris (stânga) și Dylan Klebold (dreapta), făptașii masacrului de la liceul Columbine, în anul 1999. Acesta este considerat unul dintre cele mai faimoase atacuri în istorie.